# Viganò
Viganò is een gemeente in de Italiaanse provincie Lecco (regio Lombardije) en telt 1804 inwoners (31-12-2004). De oppervlakte bedraagt 1,6 km², de bevolkingsdichtheid is 1767 inwoners per km².

## Demografie
Viganò telt ongeveer 663 huishoudens. Het aantal inwoners steeg in de periode 1991-2001 met 12,4% volgens cijfers uit de tienjaarlijkse volkstellingen van ISTAT.
| Jaar | Inwoneraantal |
| ---- | ------------- |
| 1991 | 1572          |
| 2001 | 1767          |

## Geografie
Viganò grenst aan de volgende gemeenten: Barzanò, Missaglia, Monticello Brianza, Sirtori.